# Pseudoparanaspia semiephes
Pseudoparanaspia semiephes är en skalbaggsart som beskrevs av Hayashi 1977. Pseudoparanaspia semiephes ingår i släktet Pseudoparanaspia och familjen långhorningar. Inga underarter finns listade i Catalogue of Life.